# Charles Pinot Duclos
Charles Pinot Duclos (Dinan (Bretagne), 1704. február 12. – Párizs, 1772. március 26.) francia történetíró.

## Élete
Mint ügyvéd kezdte meg pályáját Párizsban, de később kizárólag az irodalomnak élt. Első művei, melyek nevét ismertté tették: Considération sur le mœurs, Confessions du comte de*** (1741); Histoire de Louis XI. (1745) és Mémoires sur les mœurs du XVII. siècle (1749). 1747-ben a Francia Akadémia tagjának választotta, melynek 1755-ben állandó titkára lett. 1776-ban beutazta Olaszországot és ennek eredménye a Considération sur l'Italie (1791). Fő műve: Mémoires secrets sur les règnes de Louis XIV. et XV. (Párizs, 1791, 2 k., új kiad. 1864). Összes munkáit kiadták Desessarts (Párizs, 1806, 10 kötet) és Bélin (uo. 1821, 3 kötet).